# Кальмероде
Кальмероде (нім. Kallmerode) — громада в Німеччині, розташована в землі Тюрингія. Входить до складу району Айхсфельд. Складова частина об'єднання громад Дінгельштедт.
Площа — 5,59 км2. Населення становить Невірний параметр metadata 16 061 054 ос. (станом на 31 грудня 2021).

## Галерея

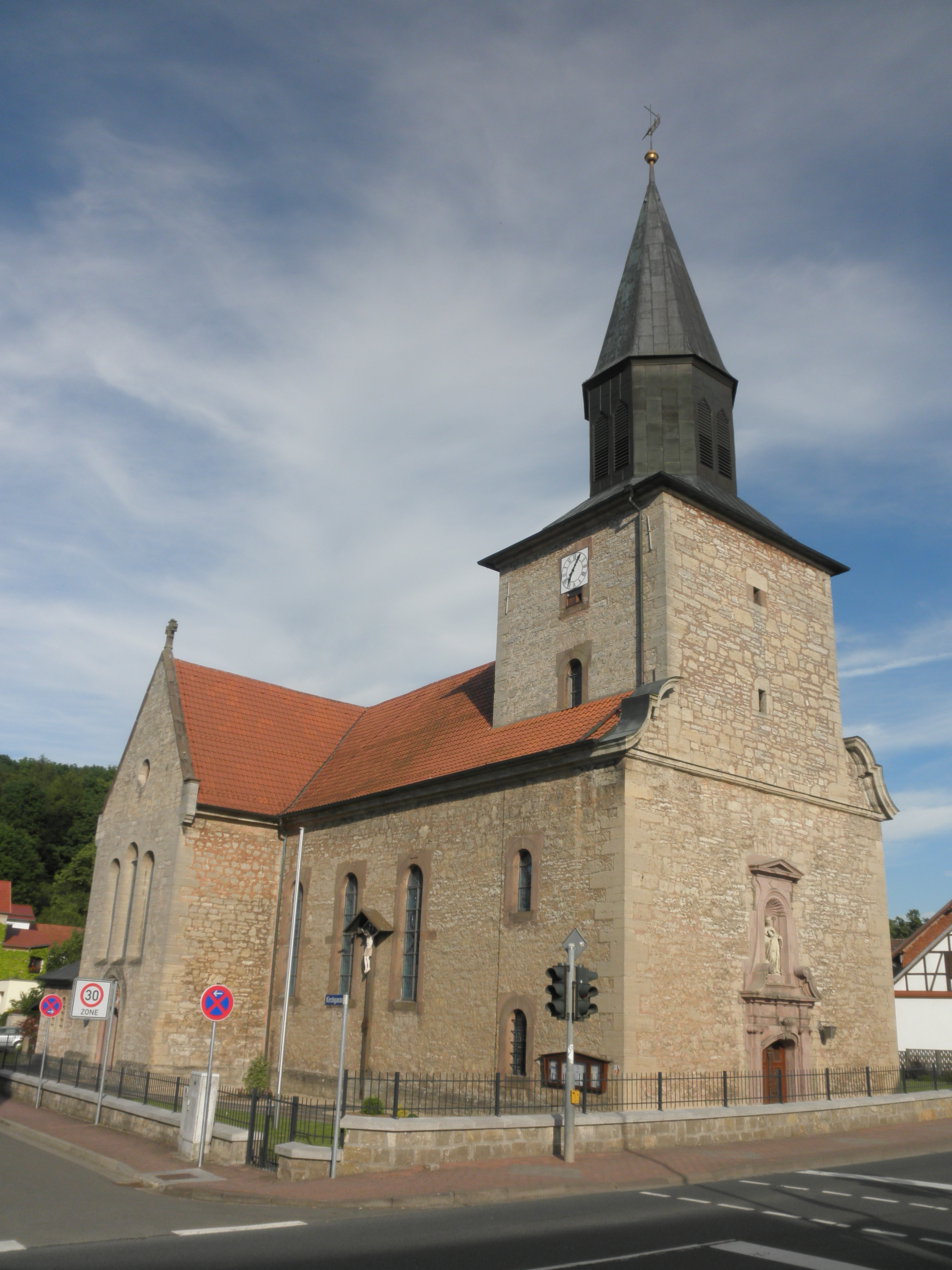
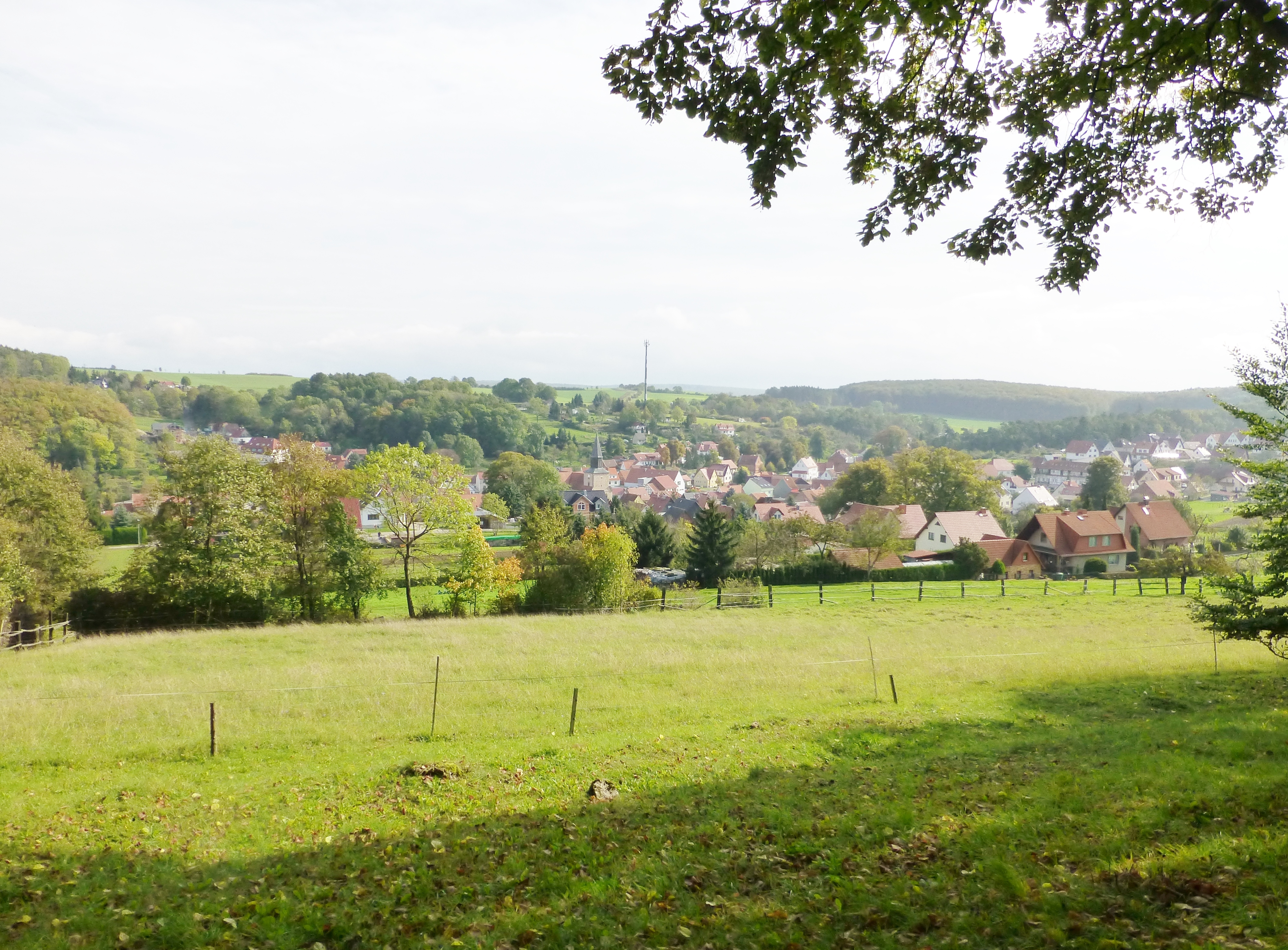
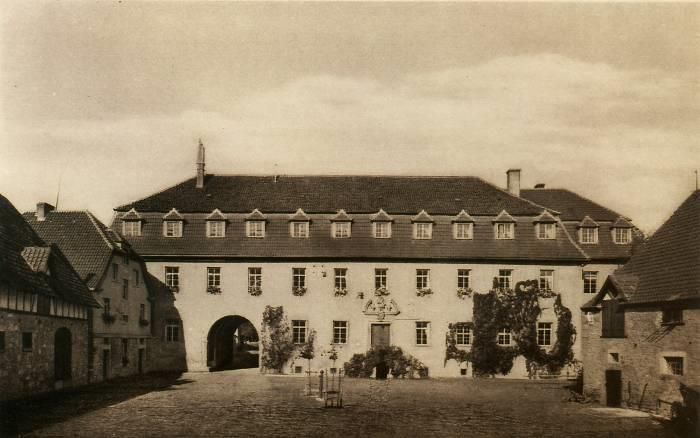